# 2742 Gibson
2742 Gibson (1981 JG3) là một tiểu hành tinh vành đai chính được phát hiện ngày 6 tháng 5 năm 1981 bởi Shoemaker, C. ở Palomar.